# Ratisbona
Ratisbona (em alemão:  Regensburg, latim e demais línguas latinas Ratisbona) é uma cidade independente (kreisfreie Stadt) no leste do estado alemão da Baviera. É a capital e sede da administração da região administrativa do Alto Palatinado e do Bezirk homónimo. Ratisbona também é a sede da administração do distrito homônimo.
A cidade é sede do arcebispado da Diocese Católica de Ratisbona. Como é comum na Baviera, a maioria da população é católica.
Em 2006 a Cidade Antiga de Ratisbona com Stadtamhof (Altstadt) foi reconhecida pela UNESCO como patrimônio mundial.

## História
Ratisbona é uma das cidades mais antigas da Alemanha. É também uma das poucas cidades da Alemanha que foram ocupadas pelo Império Romano. A história documentada da cidade começa com a construção de um castelo para uma coorte (um décimo de uma legião romana) em cerca de 79 d.C., após séculos em que esta zona foi povoada por tribos celtas e que chamavam a zona Ratasbona ou Ratisbona.
No ano 179, o imperador Marco Aurélio fez da cidade um ponto forte militar da província de Récia, mandando construir um acampamento de legionários - da III Italica - chamado Castra Regina'.

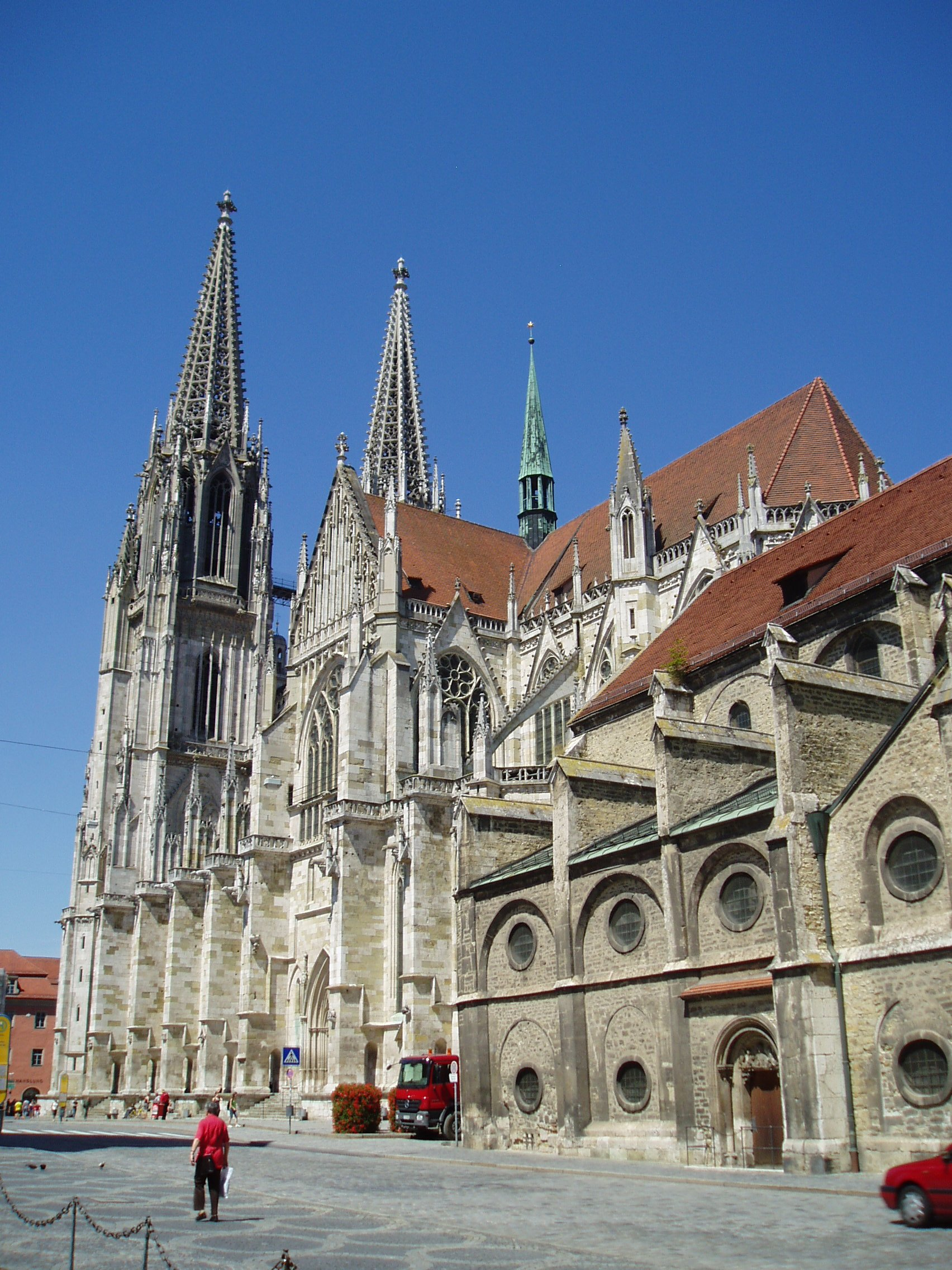
Catedral de Ratisbona (Regensburger Dom).

Ratisbona é um dos bispados mais antigos da Alemanha, já existente mesmo antes 739, ano em que Bonifácio a colocou sobre jurisdição do direito canónico e como tal, dependente de Roma.
Tornou-se protestante em 1542, porém manteve-se sempre um bispado católico, mesmo que por vezes administrada por outros bispados.
Em 1547 nasceu em Ratisbona Dom João da Áustria, filho bastardo do Sacro Imperador Romano-Germânico Carlos V e de uma mulher natural da cidade, chamada Barbara Blomberg. Dom João foi o comandante da frota que em 1571 acabou com a expansão do Império Otomano, na Batalha de Lepanto.

### História da comunidade judaica
A comunidade judaica de Ratisbona aparece referenciada pala primeira vez num documento oficial (Urkunde) de 981, embora ela já existisse pelo menos desde o século VIII.[carece de fontes?]
Nos séculos XI e XII, a escola talmúdica da cidade era um centro de culto judaico.[carece de fontes?]
A partir do século XI, a relação entre judeus e cristãos degradou-se. Em 1096, os judeus de Ratisbona foram obrigados ao baptismo. No entanto, um ano depois, o imperador Henrique IV autorizou o regresso dos convertidos ao judaísmo.[carece de fontes?]
No século XV, como em muitas outras cidades europeias, a propaganda antissemita voltou a crescer. Os judeus eram acusados do roubo de hóstias e de praticarem rituais macabros em que crianças cristãs eram assassinadas. Os judeus foram tidos como inimigos da crença cristã, sendo discriminados e deportados. Em Regensburg, isso aconteceu com brutalidade em Fevereiro de 1519.[carece de fontes?]

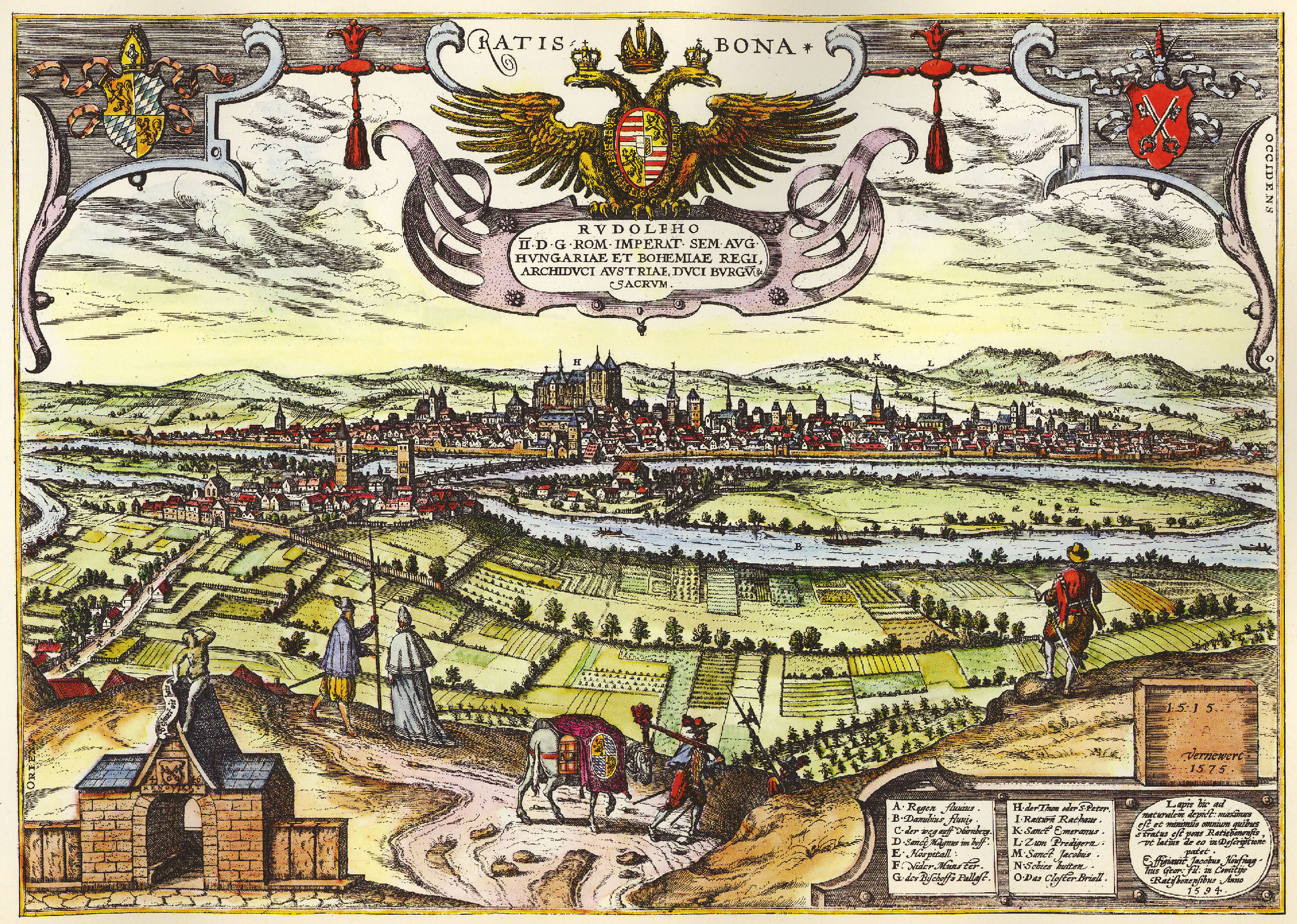
Ratisbona no final do século XVI.

Em 1519 foram expulsos os judeus da cidade, (cerca de quinhentos), tendo assim sido destruída uma das comunidades judaicas mais antigas da Alemanha. A expulsão só foi possível porque Maximiliano I faleceu no dia de ano novo de 1519, sem deixar estipulado quem seria o seu sucessor. No tempo que foi necessário a Carlos V para se tornar rei alemão e depois imperador, os habitantes cristãos de Regensburg tiveram a oportunidade de expulsar os seus concidadãos judeus.[carece de fontes?]

## Geografia

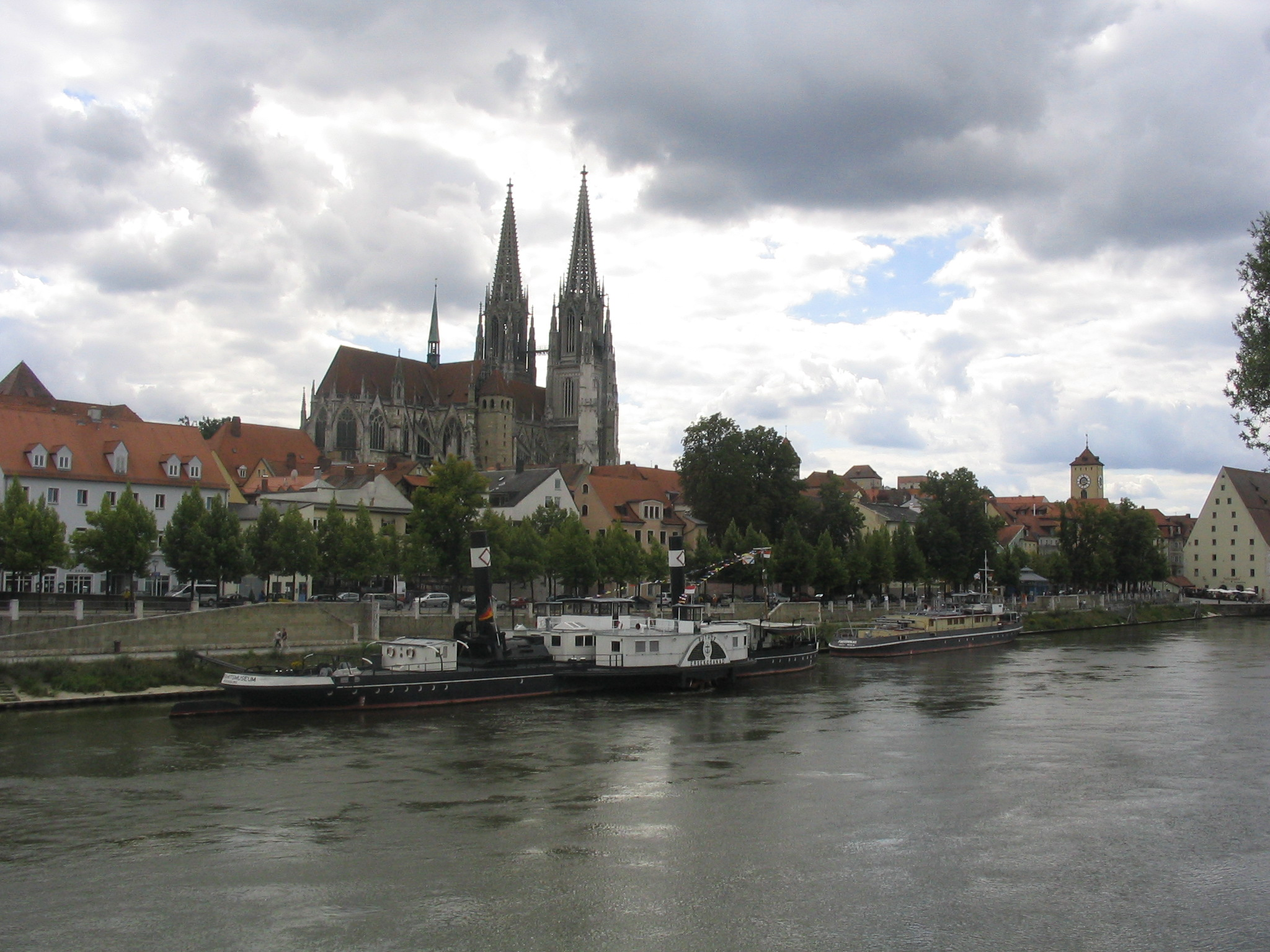
Rio Danúbio em Ratisbona.

Com aproximadamente 130 mil habitantes, Ratisbona é a quarta maior cidade da Baviera, depois de Munique, Nuremberga e Augsburgo. As grandes cidades mais próximas são Nuremberga a cerca de 88 km a noroeste e Munique a 103 quilômetros a sudoeste.
A cidade situa-se no ponto mais setentrional do rio Danúbio, o qual divide a Cidade Antiga do bairro de Stadtamhof, ambos tombados pela Unesco. O nome da cidade deriva do rio Regen, que deságua no Danúbio ao norte de Stadtamhof. Alguns quilômetros antes da cidade, o Danúbio recebe as águas do afluente Naab.
A cidade encontra-se na fronteira de três regiões: A Floresta Bávara (Bayerischer Wald), o Jura Francônio (Fränkischer Jura) e a Região Alpina Setentrional (Alpenvorland), no extremo ocidente da região da Baixa Baviera chamada de Niederbayern.

## Clima

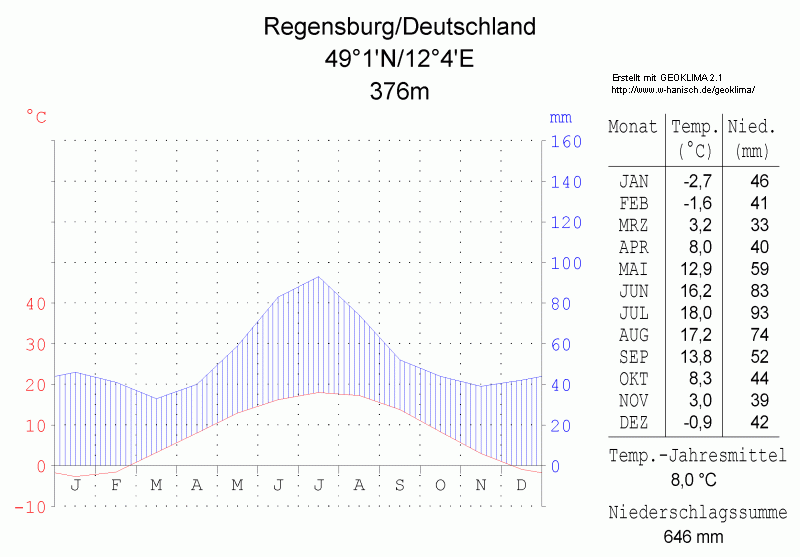
Diagrama climático de Ratisbona

A cidade situa-se na zona climática temperada, tendo parcialmente clima continental. A temperatura média anual é de 8 °C e a precipitação média anual é uma das mais baixas na Baviera com 646 mm.
Os meses mais quentes vão de junho a agosto com temperaturas médias entre 16,2 °C e 18 °C, enquanto que os meses mais frios vão de dezembro até fevereiro com temperaturas médias entre -0,9 °C e -2,7 °C.
Característico para a região metropolitana de Ratisbona são os verões bastante secos, comparados com os verões tipicamente chuvosos da Região Alpina Setentrional, da qual Ratisbona faz parte. As precipitações mais baixas ocorrem entre março e novembro com valores médios entre 33 e 39 mm. Os meses mais chuvosos são entre junho e agosto com valores médios entre 74 e 93 mm.
A região em volta de Ratisbona é influenciada parcialmente pelo vento Föhn. Principalmente durante o outono e o inverno a cidade sofre com neblinas fortes e duradouras sem visibilidade ao céu.
Em Ratisbona raramente ocorrem nevascas fortes, como também é raro a formação de camadas de neve sob a cidade.

## Evolução demográfica
A evolução demográfica em Ratisbona, segundo a Secretaria Bávara de Estatística e Processamento de Dados (Bayerisches Landesamt für Statistik und Datenverarbeitung):
| Ano    | Habitantes |
| ------ | ---------- |
| 1830 ¹ | 16 287     |
| 1840 ¹ | 19 310     |
| 1846 ¹ | 20 988     |
| 1849 ¹ | 21 251     |
| 1855 ¹ | 22 785     |
| 1861 ¹ | 24 279     |
| 1867 ¹ | 26 646     |
| 1875 ¹ | 31 504     |
| 1880 ¹ | 34 542     |
| 1885 ¹ | 36 093     |

| Ano    | Habitantes |
| ------ | ---------- |
| 1890 ¹ | 37 934     |
| 1895 ¹ | 41 471     |
| 1900 ¹ | 45 429     |
| 1905 ¹ | 48 801     |
| 1910 ¹ | 52 624     |
| 1920   | 53 400     |
| 1925 ¹ | 76 948     |
| 1930   | 81 900     |
| 1935   | 82 218     |
| 1940   | 102 200    |

| Ano    | Habitantes |
| ------ | ---------- |
| 1945   | 104 981    |
| 1950 ¹ | 117 291    |
| 1952   | 122 786    |
| 1956 ¹ | 120 324    |
| 1961   | 125 031    |
| 1965   | 125 349    |
| 1967   | 125 300    |
| 1970   | 131 153    |
| 1975   | 131 886    |
| 1980   | 132 604    |

| Ano  | Habitantes |
| ---- | ---------- |
| 1985 | 124 480    |
| 1990 | 121 691    |
| 1995 | 125 836    |
| 2000 | 125 676    |
| 2005 | 129 859    |

¹ Recenseamento

## Cultura e turismo

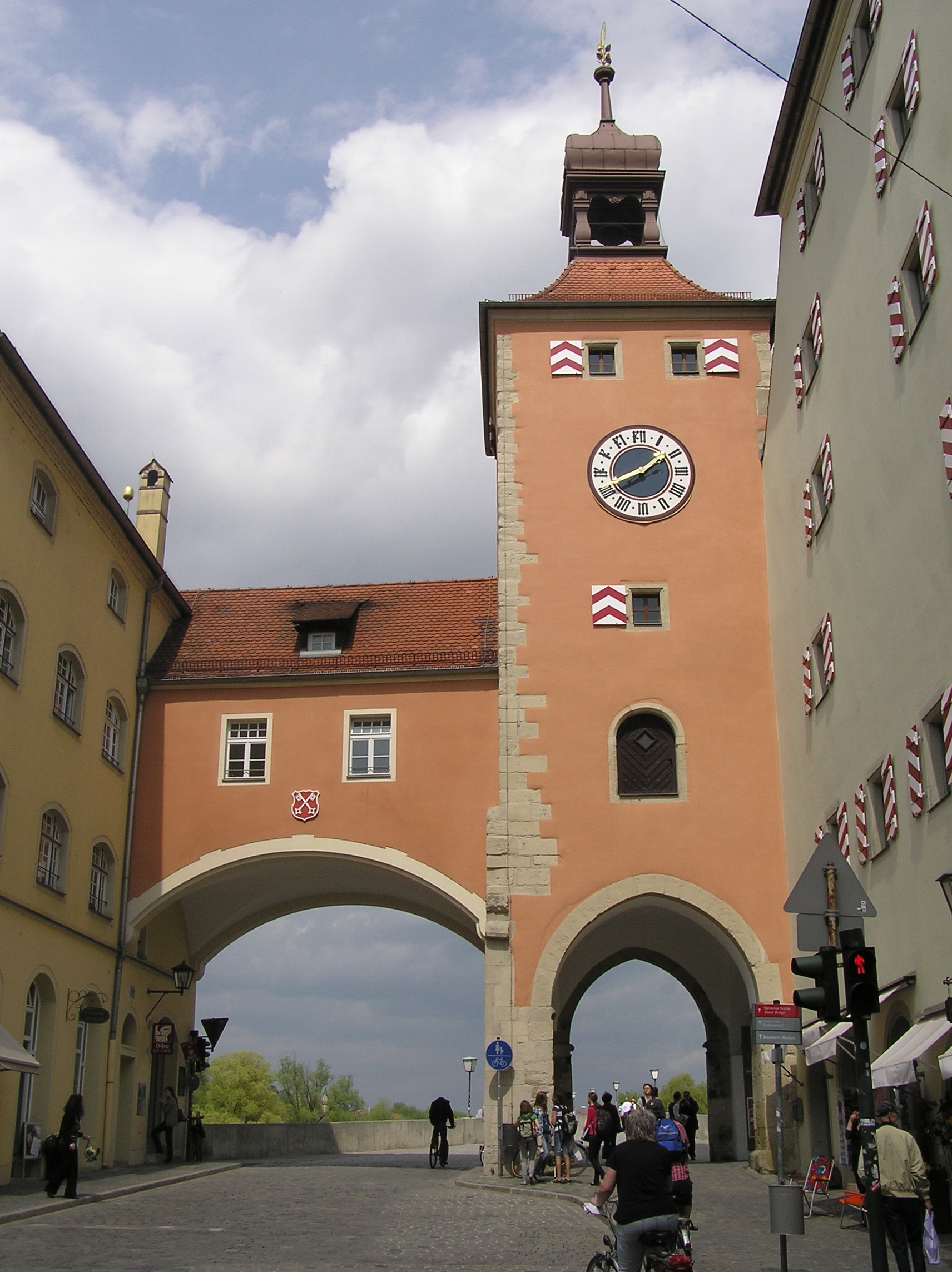
Torre da ponte de pedra (Brückturm)

- Catedral de São Pedro (Dom S. Peter)
- Ponte de pedra (Steinerne Brücke) com a estátua "homenzinho da ponte" (Bruckmandl)
- Prefeitura antiga (Altes Rathaus)
- Castelo dos Príncipes de Thurn e Taxis (Fürstliches Schloß Thurn und Taxis)
- Museu da Assembleia Permantente na prefeitrua antiga (Recihstagsmuseum)
- Porta Praetoria, construção romana de 179 d.C.

## Transporte e infraestrutura

### Auto-estradas
Regensburg é ligada às auto-estradas federais:
- A3 (Bundesautobahn 3), que interliga Colônia, Frankfurt e Viena;
- A93 (Bundesautobahn 93), que interliga Munique e Dresden.

Também passam pela cidade as estradas nacionais (Bundestraßen):
- B8, que interliga Wurtzburgo - Nuremberga - Regensburg - Passau;
- B15, que interliga Hof - Schwandorf - Regensburg - Rosenheim;
- B16, que interliga Roding - Regensburg - Ingolstadt - Füssen.

### Ferrovia
Pela estação ferroviária de Ratisbona passa a cada duas horas o EuroCity Nuremberga - Regensburg - Passau - Viena, interligando o norte da Baviera a capital da Áustria.
Vários trens regionais e interurbanos ligam Ratisbona a sua região metropolitana ou a outras cidades maiores a curta e média distância, como os trechos
- Regensburg - Landshut - Munique.
- Regensburg - Weiden - Hof
- Regensburg - Ingolstadt - Ulm.

## Geminações
- Aberdeen, Escócia, (Reino Unido), desde 1955
- Bressanone, Itália, desde 1969
- Clermont-Ferrand, França, desde 1969
- Tempe, Arizona, Estados Unidos, desde 1981
- Odessa, Ucrânia, desde 1990
- Pilsen (Plzeň), República Checa, desde 1993
- Budavár (distrito municipal de Budapeste, Hungria, desde 2005
- Qingdao, China, desde 2009